# Tetralogía de Thor
La Tetralogía de Thor, basada en el personaje ficticio de Marvel Comics, Thor, comprende cuatro películas de fantasía, superhéroes y ciencia ficción del Universo cinematográfico de Marvel: Thor (2011), Thor: The Dark World (2013), Thor: Ragnarok (2017) y Thor: Love and Thunder (2022). Está conectada con la Hexalogía de Avengers.
Kenneth Branagh dirigió la primera película, la segunda fue dirigida por Alan Taylor mientras que la tercera y la cuarta fueron dirigidas por Taika Waititi. La trilogía recaudó más de mil millones de dólares, con un presupuesto de unos 500 millones de dólares. En todas las entregas, el personaje principal fue interpretado por Chris Hemsworth.

## Películas
| Película               | Fecha de lanzamiento   | Director        | Guionista (s)                                          | Productor                     |
| ---------------------- | ---------------------- | --------------- | ------------------------------------------------------ | ----------------------------- |
| Thor                   | 6 de mayo de 2011      | Kenneth Branagh | Ashley Edward Miller, Zack Stentz y Don Payne          | Kevin Feige                   |
| Thor: The Dark World   | 8 de noviembre de 2013 | Alan Taylor     | Christopher Yost, Christopher Markus & Stephen McFeely | Kevin Feige                   |
| Thor: Ragnarok         | 3 de noviembre de 2017 | Taika Waititi   | Eric Pearson, Christopher Yost & Craig Kyle            | Kevin Feige                   |
| Thor: Love and Thunder | 8 de julio de 2022     | Taika Waititi   | Jennifer Kaytin Robinsón y Taika Waititi               | Kevin Feige y Brad Winderbaum |

### Thor(2011)
En 965 d. C., Odín, rey de Asgard, libra una guerra contra los Gigantes de Hielo de Jotunheim y contra su líder Laufey, para evitar que conquisten los Nueve Reinos, comenzando con la Tierra. Los guerreros asgardianos derrotan a los Gigantes de Hielo y aprovechan la fuente de su poder, el Cofre de los Viejos Inviernos.
En el presente, el hijo de Odín, Thor se prepara para ascender al trono de Asgard, pero es interrumpido cuando los Gigantes de Hielo intentan recuperar el cofre. Desobedeciendo la orden de Odín, Thor viaja a Jotunheim para hacer frente a Laufey, acompañado por su hermano Loki (Tom Hiddleston), su amiga de la infancia Sif y los Tres Guerreros: Volstagg, Fandral y Hogun. Estalla una batalla hasta que Odín interviene para salvar a los asgardianos, destruyendo la frágil tregua entre las dos razas. Por la arrogancia de Thor, Odín le arrebata a su hijo su poder divino y lo exilia a la Tierra, acompañado de su martillo Mjolnir –la fuente de su poder-, ahora protegido por un hechizo para permitir que solo los dignos lo levanten.

### Thor: The Dark World(2013)
Hace miles de años, Bor, padre de Odín, venció a los elfos oscuros dirigidos por Malekith, quien trató de devolver el universo a su estado antes de la creación con una fuerza llamada "Ether". Luchando contra los guerreros mejorados de Malekith, Bor contiene el Ether dentro de una columna de piedra. Sin saberlo él, Malekith, el teniente Algrim y otros escapan, entrando en animación suspendida. En la actualidad, 1 año después de la lucha con Los Vengadores; en Asgard, Loki está delante de Odín con grilletes y es condenado a prisión, mientras que Thor, junto a los guerreros Fandral, Volstagg y Sif van a detener a los invasores de Vanaheim, el hogar de Hogun su camarada, es la batalla final de un período de dos años guerra. En Londres, la astrofísica Jane Foster, quien todavía no ha visto a Thor, tiene una cita para almorzar con un hombre llamado Richard, pero es interrumpida por su pasante Darcy Lewis. Ella lleva a Foster a una fábrica abandonada donde las leyes de la física se han visto alteradas, un grupo de niños descubrió que los objetos lanzados por una escalera aparecen por encima de ellos o se desvanecen.

### Thor: Ragnarok(2017)
Thor esta encerrado en otro lado del Universo sin su martillo y se encuentra a sí mismo en una carrera en contra del tiempo para volver a Asgard y detener el Ragnarok (la destrucción de su hogar al final de la civilización asgardiana) que se encuentra en manos de una poderosa amenaza, la despiadada Hela. Pero primero debe sobrevivir a una competición letal de gladiadores que le enfrentará a su aliado y compañero de Los Vengadores: Hulk. 
Kevin Feige habló un poco sobre la película: 

La próxima aventura de Thor será La Era de Ultrón. Así que ahí es hacia donde se está dirigiendo todo el esfuerzo de Thor. Pero hay cosas que veréis al final de El Mundo Oscuro que ciertamente insinúan cosas y que podrían llevar hacia una tercera aventura de Thor, si es eso lo que el público quiere ver. Definitivamente tenemos una historia que nos gustaría contar. 
No creo que hubiese una película de Loki antes de Thor 3, si es que hay una Thor 3, y aunque ciertamente tenemos ideas de hacia dónde nos gustaría ir, no hay nada específico. Tenemos que ver cómo lo hace esta e ir a partir de ahí. 
No construimos ninguna de las películas para que sean trilogías. Trabajamos en una película a la vez y realmente nos centramos en hacer la mejor película. Y si funciona y la gente la disfruta, entonces contamos otra historia. Pero lo interesante sobre El Mundo Oscuro, es que ya es casi como completar una trilogía. Si observas Thor, Los Vengadores y El Mundo Oscuro, particularmente para el personaje de Loki, verás un arco muy cohesivo para este personaje. Así que podemos llamarlo como una sub-trilogía dentro del amplio Universo Cinematográfico de Marvel.
Kevin Feige

### Thor: Love and Thunder(2022)
La cuarta entrega de Thor fue anunciada oficialmente el 20 de julio de 2019 en la Convención Internacional de Comics de San Diego, Taika Waititi volverá para dirigir la película, mientras que Chris Hemsworth regresa a su papel como Thor, además de Tessa Thompson como Valquiria y Natalie Portman en la piel de Jane Foster/Mighty Thor. La entrega fue estrenada el 8 de julio de 2022 en Estados Unidos.

## Reparto y personajes
|                                                 |
| Chris Hemsworth, protagonista de la tetralogía. |

| |
| Tom Hiddleston, coprotagonista de la segunda y tercera película y antagonista de la primera película. |

|                                                                           |
| Natalie Portman, coprotagonista de la primera, segunda y cuarta película. |

|                                                                            |
| Anthony Hopkins, coprotagonista de la primera, segunda y tercera película. |

|                                                                            |
| Jaimie Alexander, coprotagonista de la primera, segunda y cuarta película. |

|                                                                 |
| Tessa Thompson, coprotagonista de la tercera y cuarta película. |

|                                                      |
| Mark Ruffalo, coprotagonista de la tercera película. |

|                                                            |
| Christopher Eccleston, antagonista de la segunda película. |

|                                                     |
| Cate Blanchett, antagonista de la tercera película. |

|                                                    |
| Christian Bale, antagonista de la cuarta película. |

|                              | Thor (2011)               | Thor: The Dark World (2013) | Thor: Ragnarok (2017)        | Thor: Love and Thunder (2022) |
| ---------------------------- | ------------------------- | --------------------------- | ---------------------------- | ----------------------------- |
| Thor                         | Chris Hemsworth           | Chris Hemsworth             | Chris Hemsworth              | Chris Hemsworth               |
| Loki                         | Tom Hiddleston            | Tom Hiddleston              | Tom Hiddleston               |                               |
| Jane Foster                  | Natalie Portman           | Natalie Portman             |                              | Natalie Portman               |
| Odín                         | Anthony Hopkins           | Anthony Hopkins             | Anthony Hopkins              |                               |
| Heimdall                     | Idris Elba                | Idris Elba                  | Idris Elba                   | Idris Elba (cameo)            |
| Volstagg                     | Ray Stevenson             | Ray Stevenson               | Ray Stevenson (cameo)        |                               |
| Hogun                        | Tadanobu Asano            | Tadanobu Asano              | Tadanobu Asano (cameo)       |                               |
| Fandral                      | Joshua Dallas             | Zachary Levi                | Zachary Levi (cameo)         |                               |
| Darcy Lewis                  | Kat Dennings              | Kat Dennings                |                              | Kat Dennings (cameo)          |
| Sif                          | Jaimie Alexander          | Jaimie Alexander            |                              | Jaimie Alexander              |
| Dr. Erik Selvig              | Stellan Skarsgård         | Stellan Skarsgård           |                              | Stellan Skarsgård (cameo)     |
| Frigga                       | Rene Russo                | Rene Russo                  |                              |                               |
| Phil Coulson                 | Clark Gregg               |                             |                              |                               |
| Laufey                       | Colm Feore                |                             |                              |                               |
| Clint Barton Ojo de Halcón   | Jeremy Renner (cameo)     |                             |                              |                               |
| Nick Fury                    | Samuel L. Jackson (cameo) |                             |                              |                               |
| Malekith                     |                           | Christopher Eccleston       |                              |                               |
| Algrim el Fuerte Kurse       |                           | Adewale Akinnuoye-Agbaje    |                              |                               |
| Richard                      |                           | Chris O'Dowd                |                              |                               |
| Tyr                          |                           | Clive Russell               |                              |                               |
| Steve Rogers Capitán América |                           | Chris Evans (cameo)         |                              |                               |
| Hela                         |                           |                             | Cate Blanchett               |                               |
| Bruce Banner Hulk            |                           |                             | Mark Ruffalo                 |                               |
| Valquiria                    |                           |                             | Tessa Thompson               | Tessa Thompson                |
| Stephen Strange Dr. Strange  |                           |                             | Benedict Cumberbatch (cameo) |                               |
| Gran Maestro                 |                           |                             | Jeff Goldblum                |                               |
| Skurge                       |                           |                             | Karl Urban                   |                               |
| Korg                         |                           |                             | Taika Waititi                | Taika Waititi                 |
| Gorr, el Carnicero de Dioses |                           |                             |                              | Christian Bale                |
| Zeus                         |                           |                             |                              | Russell Crowe                 |
| Peter Quill / Star Lord      |                           |                             |                              | Chris Pratt                   |
| Mantis                       |                           |                             |                              | Pom Klementieff               |
| Drax el Destructor           |                           |                             |                              | Dave Bautista                 |
| Nébula                       |                           |                             |                              | Karen Gillan                  |
| Groot                        |                           |                             |                              | Vin Diesel (voz)              |
| Rocket                       |                           |                             |                              | Bradley Cooper (voz)          |
| Kraglin Obfonteri            |                           |                             |                              | Sean Gunn                     |
| Darryl                       |                           |                             |                              | Daley Pearson                 |
| Axl, hijo de Heimdall        |                           |                             |                              | Kieron L. Dyer                |
| Love                         |                           |                             |                              | India Rose Hemsworth          |
| Hércules                     |                           |                             |                              | Brett Goldstein (cameo)       |

## Recepción

### Taquilla
| Película               | Estreno (E. E. U. U.)  | Ingresos        | Ingresos          | Ingresos          | Posición  | Posición | Presupuesto | Referencia |
| Película               | Estreno (E. E. U. U.)  | Estados Unidos  | Internacional     | Mundial           | Dómestico | Mundial  | Presupuesto | Referencia |
| ---------------------- | ---------------------- | --------------- | ----------------- | ----------------- | --------- | -------- | ----------- | ---------- |
| Thor                   | 6 de mayo de 2011      | USD 181 030 624 | USD 268 295 994   | USD 449 326 618   | #230      | #222     | USD 150 000 | [ 20 ]     |
| Thor: The Dark World   | 8 de noviembre de 2013 | USD 206 362 140 | USD 438 209 262   | USD 644 571 402   | #180      | #119     | USD 170 000 | [ 21 ]     |
| Thor: Ragnarok         | 3 de noviembre de 2017 | USD 315 058 289 | USD 538 909 925   | USD 853 968 214   | #64       | #62      | USD 180 000 | [ 22 ]     |
| Thor: Love and Thunder | 8 de julio de 2022     | USB 69.500.000  | USD               | USD               | #         |          |             |            |
| Total                  | Total                  | USD 702 451 053 | USD 1 245 415 181 | USD 1 947 866 234 | #34       | #41      | USD 500 000 |            |

### Crítica
| Película               | Rotten Tomatoes   | Rotten Tomatoes          | Rotten Tomatoes      | Metacritic      | CinemaScore | IMDb                | FilmAffinity       |
| Película               | Crítica           | Críticos más importantes | Reacción del público | Metacritic      | CinemaScore | IMDb                | FilmAffinity       |
| ---------------------- | ----------------- | ------------------------ | -------------------- | --------------- | ----------- | ------------------- | ------------------ |
| Thor                   | 77% (296 reseñas) | 66% (70 reseñas)         | 76% (250 000 votos)  | 57 (40 reseñas) | B+          | 7.0 (874 000 votos) | 5.6 (61 931 votos) |
| Thor: The Dark World   | 67% (290 reseñas) | 54% (65 reseñas)         | 75% (305 529 votos)  | 54 (44 reseñas) | A-          | 6.8 (704 000 votos) | 5.6 (40 369 votos) |
| Thor: Ragnarok         | 93% (440 reseñas) | 93% (80 reseñas)         | 87% (87 520 votos)   | 74 (51 reseñas) | A           | 7.9 (822 000 votos) | 6.4 (31 842 votos) |
| Thor: Love and Thunder | 63% (447 reseñas) | 51% (79 reseñas)         | 58% (25 000 votos)   | 57 (64 reseñas) | B+          | 6.2 (406 000 votos) | 5.3 (15 957 votos) |
| Promedio               | 75%               | 66%                      | 74%                  | 61              | A-          | 7.0                 | 5.7                |